# 비즈니즈
비즈니즈(Bizniz, 본명: 하원택, 1982년 3월 16일 ~ )은 대한민국의 래퍼이다. 1999년에 기계치로 데뷔하여, 2002년에 Infinite Flow의 멤버가 되었으며, 2007년에 I.F.의 해체와 함께 잠정적으로 은퇴하였다가, 2008년 12월에 컴백하였다. 앨범은 자신이 세운 레이블 H&L Entertainment를 통해서 발매되었다. 한 때 BrandNew Music에 소속되어 있으며, 2011년 9월에 자신의 레이블 Absalute Music을 설립하여 이끌었던 바가 있다. 현재 미국 로스앤젤레스에 거주하고 있다.

## 학력
- 서울예술대학교 방송연예과

## 바이오그래피

### 데뷔부터 I.F
1982년 3월 16일, 서울에서 태어난 비즈니즈는, 서울팝스오케스트라의 지휘자 하성호 씨의 아들로 태어났다. 학생 때 힙합을 접한 그는, "음악에 귀천이 없다"는 아버지의 지론에 따라 음악 활동을 함에 있어 가족들의 지지를 받았고, 그 결과 미국 유학을 끝내고 돌아와 한국에서 랩을 시작할 수 있었다. 1999년 넋업사니, N-Son 등과 만난 그는 본명 원택을 예명으로 사용하여 기계치의 멤버로 클럽 마스터플랜에서 데뷔한다. 이후 기계치의 멤버 유미가 탈퇴하면서 기계치는 Infinite Flow로 바뀌었고, 원택은 1taek aka Goliath Monster로 이름을 바꾸었다.
이후 Infinite Flow가 힙합씬에서 확실히 자리매김하면서 1taek은 Goliath Monster로 이름을 바꾸고 활동을 하였다. 2001년 Master Plan이 레이블화하면서 계약을 맺은 그는, 2002년 Infinite Flow의 첫 앨범인 EP Respect 4 Brotha를 발표하면서 이름을 알렸다. 이후 Infinite Flow는 MP Hiphop Project 앨범과 Analozik 앨범 등에 참여하면서 활발한 활동을 펼쳤다.
시간이 흐르면서 Goliath Monster는 비즈니즈으로 이름을 바꾸었고, 2003년 경부터는 주석의 3집에 5곡을 참여하는 등 I.F 외 활동이 더 잦아졌다. 그러면서 그는 넋업사니와 달리 좀 더 메인스트림 적인 성격을 띠게 되었다. 둘의 콜라보보다 각자의 활동이 더 크게 되자 매니아들은 Infinite Flow 두 사람 간의 사이가 나빠졌다는 추측을 내놓았으며, 급기야 해체했다는 루머가 돌기도 하였다. 하지만 Infinite Flow는 이에 아랑곳하지 않고 이현도 앨범 참여 등의 활동을 이어나가는 동시 정규 1집 작업을 하였다. 이와 함께 비즈니즈는 힙합플레이야 인터넷 라디오 Young & Hot을 진행하기도 하였다. 여러 연기 끝에 DJ Soulscape를 메인 프로듀서로 한 첫 앨범 We Are Music은 2005년에 빛을 보게 되었다. 1집을 냄과 동시에 둘은 오버그라운드로 진출하였고, 동시에 이름을 I.F로 바꾸었다.
I.F의 첫 앨범이 나온 이후에는 비즈니즈의 단독 활동이 줄어들었으나, Maslo 앨범 등에 참여하는 등의 활동을 하였다. 그리고 첫 앨범이 나온 지 9개월 후 싱글 연애편지를 거쳐 2006년 12월 두 번째 앨범 More Than Music을 발표한 Infinite Flow는 두 번째 앨범으로 좋은 평을 받았으나, 2007년 3월 말, 갑자기 Master Plan 홈페이지를 통해 I.F의 마지막 콘서트 공지가 올라왔다. 글에는 "멤버들의 개인 사정 때문에 팀이 해체하며, 2007년 4월 29일 마지막 콘서트를 가질 예정"이라는 내용이 담겨있었다. 이 예정대로 I.F는 2007년 4월 29일 Melon AX 홀에서 마지막 공연인 Goodbye Concert를 갖고 해체하였으며, 비즈니즈는 콘서트 며칠 전 은퇴의 기분을 담은 솔로곡 Goodbye를 발표하였다. 해체와 동시에 비즈니즈와 넋업샨 간의 계약도 끝을 맺었다.

### 솔로 활동
I.F 해체 이후 비즈니즈로 이름을 바꾸었다. 그는 다이나믹 듀오의 동전 한닢 Remix에서의 랩을 마지막으로 (녹음은 I.F의 해체 이전에 이루어졌다) 여행 등 휴식을 취하다가 귀국하여 잠시 부동산업을 하였고, 이후 2007년 12월 솔로 앨범을 작업하고 있다고 밝혔다. This Is Bizniz라고 이름 붙여진 이 앨범은 원래 2008년 4월 발매 예정이었으나 미루고 미루어져 2008년 12월 16일 발매 예정이라고 최종 공지되었다.
This Is Bizniz 당시 그는 H&L Entertainment라는 자신의 레이블을 만들어 활동하였으나, 얼마 지나지 않아 2009년 6월 브랜뉴 스타덤에 합류하였다. 이와 동시에 디지털 싱글 Suga Luv를 발표하였으며, 이승기의 앨범에 참여하는 등의 피쳐링 활동도 하였다. 이즈음 그의 활동은 힙합 앨범에서는 조금 뜸한 경향을 보였으며, Suga Luv 역시 IU와의 콜라보로 이전보다 조금 더 대중적인 모습을 보여준 바 있었다. 그의 힙합 본연의 모습은 2010년 7월 그의 첫 솔로 정규 앨범 Ego를 통해 확인할 수 있었다. 그러나 이 앨범은, 수록된 넋업샨 디스곡 〈불편한 진실〉으로 일어난 이슈로 인해 앨범의 다른 부분은 주목받지 못하였다. 이후 비즈니즈는 넋업샨와의 논의 끝에 잠시 활동을 접기로 했고, 휴식기에 들어갔다.

### 컴백과 Absalute Music 설립
2011년 4월 비즈니즈는 "최고의 아티스트들과 싱글 앨범 작업 중"이라고 밝혔으며, 이즈음 쇼핑몰 로컬플레이어의 운영을 시작하였다. 이 로컬플레이어의 '주제가'라고 할 수 있는 싱글은 2011년 6월, J'kyun과의 합작으로 발표되었다. 8월에는 믹스테입 Can I Talk My Sh!t Again?을 작업 중임을 알렸으며, 완성 후 무료로 인터넷에 공개하였다. 이 믹스테입이 나온지 얼마 되지 않아 두 번째 믹스테입이 발표되었으며, 이와 함께 9월, 비즈니즈는 본인의 레이블 Absalute Music을 설립한다는 소식을 발표하였다. 여기에는 그가 Rap Superstar K라는 트랙을 통해 발굴한 수많은 루키들을 비롯한 신인 멤버들이 포함되었다. 추후 인터뷰에서 비즈니즈는 자신의 상업적인 작업물은 Brand New Music을 통해서 발표할 것이고 언더그라운드적인 활동은 Absalute Music을 통해서 하겠다고 밝혔다. 10월 7일엔 NODO와 함께한 공개곡 <Godfather Music>을 발표했다. 그리고 이에 앞서, "이때까지의 이미지를 탈피하기 위해 칼을 갈은" EP 앨범 Strictly Bizniz를 발표하였다. 이 앨범은 비즈니즈의 주도 하에 특히나 많은 뮤직비디오 (네 곡)가 제작되었다. 그러나 이즈음, 비즈니즈가 트위터를 통해 올린, 팬들을 비하하는 듯한 뉘앙스의 글들이 구설수에 올랐으며 Absalute Music의 주요 멤버였던 i11evn이 떠나면서 비즈니즈와의 불화설 루머가 떠돌아 비즈니즈에게는 괴로운 시기가 되었다. 이 사건들에 대한 그의 심정은 믹스테입 WEEKND 수록곡에 담겨있다.
한편 2012년에는 Deepflow, New Champ와 함께 프로젝트 팀 Bastardz를 결성했음을 알렸다. 이들의 싱글 《개판 5분전》은 4월에 발표되었다. 그 후 8월 말 두 번째 정규 앨범 Angstblute (《앙스트블뤼테: 절체절명의 순간에 피는 꽃》)를 작업 중이라고 알리고 수록곡인 〈꿈을Dream〉과 Why Am I Here?를 7월 27일, 8월 10일에 연이어 선 공개했다. 발표된 2집의 타이틀곡 〈몰랐어〉에는 장혜진이 참여하였다.
2012년이 끝나가면서 Absalute Music의 활동은 잠잠해졌고, 사실상 해체에 가까워졌다. 이와 함께 Bizniz의 활동도 줄어들었으나, 2013년 여름 몇 장의 디지털 싱글을 발표하며 컴백을 예고한 그는 9월 덥스텝, 트랩 뮤직 등 트렌드에 맞춘 음악으로 채운 새 미니 앨범 #evolution을 발표하였다.

## 디스코그래피

### 정규 앨범 & EP
- 2008년 EP This is Bizniz
- 2010년 정규 앨범 EGO
- 2012년 EP Strictly Bizniz
- 2012년 정규 앨범 《Angstblute: 절체절명의 순간에 피는 꽃》
- 2013년 EP #evolution
- 2017년 EP A Lone

### 디지털 싱글
- 2009년 Suga Luv
- 2011년 Local Player
- 2011년 tweet tweet
- 2012년 《너 없는 크리스마스》
- 2013년 Grand Finale
- 2013년 Losing Weight
- 2016년 Go Get'em
- 2016년 죽은 위인들의 사회

### 믹스테입
- 2011년 Can I Talk My Sh!t Again?
- 2011년 Can I Talk My Sh!t Again? Vol.2
- 2011년 《스릉흔드...☆★》
- 2012년 WEEKND

## 이슈

### 넋업샨를 향한 디스
비즈니즈는 2010년 7월 발표된 자신의 앨범 수록곡 〈불편한 진실〉을 통해 한때 같은 팀 멤버였던 넋업산을 디스하였다. 팬들은 아무런 전후 사정을 듣지 못한 상태에서 나온 이 디스곡에 대해 상당히 당황스럽다는 입장을 주로 보였으며, 곡에서는 어떤 특정 사건이나 음악성보다 그의 인간성을 문제 삼아 디스를 전개하고 있다. 이 곡은 곡 어디에도 넋업샨이란 언급은 없으나 가사 중 " 자연과 영혼을 등에 업고 평생 사기 치고 다녀라" (넋업샨이 각나그네와 결성했던 프로젝트 팀 Napow (nature power), 그리고 넋업샨이 "넋을 업고 사는 이"라는 뜻을 가진 것을 이용), "재결합을 원하는 이들에게 진실을 밝혀" 등의 가사에서 디스의 대상은 거의 확실하게 드러나고 있다.
이 곡에는 Swings도 참여하였으며, 그의 가사도 비난조로 써있으나 넋업샨을 겨냥한 가사는 아니었다. 그러나 그의 가사 중 "불편한 진실? 너흰 환희와 준희. 진실이 없어. 그냥 너희들 뿐임"이라는 부분이 故 최진실의 두 자녀의 이름을 써서 넋업샨 디스라는 본래 주제보다도 더 큰 문제를 발생시켰다. 이 가사 때문에 네티즌들의 비난이 일시에 일어났고, 스윙스는 이 사건에 대해 공식적으로 사과했다. 현재 이 곡은 스트리밍 서비스가 정지된 상태다.
한편, 이 곡의 비트를 준 Nuol은 힙합플레이야 인터뷰를 통해 넋업샨에게도 이 디스곡을 만들었음을 알렸으며, 스윙스의 가사 논란에는 자신이 대중들에게 죄송하다고 말했다. "내 디스곡이라면 모르겠지만 다시는 누구의 디스곡에 비트를 써 주지 않겠다"고 말하기도 했다.
넋업샨의 반응은 없었으나, 뉴올의 인터뷰를 통해 넋업샨이 이 디스곡에 대해 알고 있다는 것이 알려졌다. 한편으로 Buda Sound 소속의 언더그라운드 래퍼 buRanG이 온라인으로 〈존나편한진실〉이라는 Bizniz 디스곡을 올리기도 하였다.
이후 비즈니즈는 힙합플레이야 인터뷰를 통해 넋업샨과 화해를 했으며 현재는 좋지도 싫지도 않은 감정이라고 알려왔다. 이외에도 넋업샨과 트위터로 짧은 이야기 등을 나누는 모습도 보였다.

### 쇼미더머니 반응 논란
2012년 M.net에서 새로 기획한 힙합 오디션 쇼미더머니는, 아마추어 섭외 과정에서 화나 등 언더그라운드에서 이미 입지를 굳힌 아티스트에게도 신인 래퍼로써의 도전을 권하면서 언더그라운드를 "뜨지 못한 이들"로 낮게 보고 있다는 논란에 휩싸였다. 이에 대해 여러 아티스트들이 트위터를 통해 불편한 심기를 드러내는 가운데, 비즈니즈만 유독 "어차피 당신들이 존경하는 형들이 심사위원할텐데 왜 밥그릇 뺏길까봐 걱정돼?" "찬성도 반대도 아니지만 걍 좀 웃김" "어차피 아마추어들이나 후배들 끌어주지도 않을거면서 꼰대같이 텃세 부리는 걸로 밖에 안보임"이라는 상반된 입장을 보였다. 이 발언은 동료 뮤지션들 사이에서도 파장을 일으켜 Paloalto, Jerry,K, Okasian, Jay Kidman 등이 노골적인 불만을 드러냈다. Bizniz 역시 이에 지지 않고 자신의 의견을 고수해나갔으나, 다음날 트위터를 통해 "단지 어떻게 해도 진행될 프로그램인데 좋은 방향으로 진행되길 바라는 마음에 저의 의견을 썼을 뿐이지 뭐가 옳고 그름에 대해 쓴게 아니다"며 "트위터가 제 개인 공간이지만 여러 사람들이 보고 있다는 점을 자각하고 저의 언행에 더욱더 신중하겠다"라는 글을 써올렸다.

## 이름
- Bizniz은 그가 현재 쓰고 있는 예명으로 Young GM은 '이 분야(Business → Biz)가 필요로 하는 (needs → niz) 사람'이란 뜻이다.